# Бочо (Леко)
Бочо је насеље у Италији у округу Леко, региону Ломбардија.
Према процени из 2011. у насељу је живело 73 становника. Насеље се налази на надморској висини од 821 м.